# Parc national naturel de Catatumbo Barí
Pour les articles homonymes, voir Catatumbo (homonymie) et Bari (homonymie).
Le parc national naturel de Catatumbo Barí est un parc national situé dans le département de Norte de Santander, en Colombie.

## Géographie
Le parc national naturel est situé en Colombie plus précisément dans le département de Norte de Santander. Sa superficie est de 1 581,25 km2.

## Climat
Le parc est caractérisé par une forêt tropicale humide et pluvieuse. En moyenne, la température dépasse les 27 °C.

## Faune et flore
Le parc compte plus de 500 espèces d'oiseaux.